# بی‌ای.۶۵ بردا
بی‌ای. ۶۵ بردا (به انگلیسی: Breda_Ba.65) یک هواگرد از نوع هواگرد تهاجمی ساخت شرکت Breda است. هواگرد بی‌ای. ۶۵ بردا نخستین پروازش را در سپتامبر ۱۹۳۵ میلادی انجام داد. در مجموع، تعداد ۲۱۸ فروند از این هواگرد ساخته شده‌است.